# Liste der Kulturdenkmale in Raa-Besenbek
In der Liste der Kulturdenkmale in Raa-Besenbek sind alle Kulturdenkmale der schleswig-holsteinischen Gemeinde Raa-Besenbek (Kreis Pinneberg) und ihrer Ortsteile aufgelistet (Stand: 10. März 2025).

## Legende
In den Spalten befinden sich folgende Informationen:
- Objekt-ID: die Nummer des Kulturdenkmales
- Lage: die Adresse des Kulturdenkmales und die geographischen Koordinaten. Kartenansicht, um Koordinaten zu setzen. In der Kartenansicht sind Kulturdenkmale ohne Koordinaten mit einem roten Marker dargestellt und können in der Karte gesetzt werden. Kulturdenkmale ohne Bild sind mit einem blauen Marker gekennzeichnet, Kulturdenkmale mit Bild mit einem grünen Marker.
- Offizielle Bezeichnung: Bezeichnung des Kulturdenkmales
- Beschreibung: die Beschreibung des Kulturdenkmales
- Bild: ein Bild des Kulturdenkmales

## Bauliche Anlagen
| Objekt-ID | Lage                                        | Offizielle Bezeichnung | Beschreibung | Bild |
| --------- | ------------------------------------------- | ---------------------- | --- | ---- |
| 25202     | Dorfstraße 16 (53° 45′ 0″ N, 9° 36′ 0″ O)   | Fachhallenhaus         | Wohn- und Wirtschaftsgebäude; im Kern wohl 18. Jh., später um Querscheune erweitert; Halbkreuzhaus von 12 Fach mit verbretterten Vollgiebeln und Reetdach - Begründung: geschichtlich, Kulturlandschaft prägend - Schutzumfang: gesamtes Objekt - Denkmaltyp: Bauliche Anlage | BW   |
| 26241     | Dorfstraße 21 (53° 44′ 51″ N, 9° 35′ 46″ O) | Fachhallenhaus         | Wohn- und Wirtschaftsgebäude mit Scheune; im Kern 17. Jh., später umgebaut und erweitert; traufständiges Fachhallenhaus mit Sommerhaus am Wohnteil und parallel liegender, baulich verbundener Scheune, Reetdächer, singuläres bauliches Zeugnis für die Besiedlung der Raaer Marsch - Begründung: geschichtlich, wissenschaftlich, Kulturlandschaft prägend - Schutzumfang: gesamtes Objekt - Denkmaltyp: Bauliche Anlage | BW   |

## Ehemalige Kulturdenkmale
Bis zum Inkrafttreten der Neufassung des schleswig-holsteinischen Denkmalschutzgesetzes am 30. Januar 2015 waren in der Gemeinde Raa-Besenbek nachfolgend aufgeführte Objekte als Kulturdenkmale gemäß §1 des alten Denkmalschutzgesetzes (DSchG SH 1996) geschützt:
| Objekt-ID | Lage                                        | Offizielle Bezeichnung | Beschreibung                                                                    | Bild                                    |
| --------- | ------------------------------------------- | ---------------------- | ------------------------------------------------------------------------------- | --------------------------------------- |
|           | Dorfstraße 1 (53° 45′ 22″ N, 9° 36′ 56″ O)  | Hallenhaus             |                                                                                 | BW                                      |
|           | Dorfstraße 7 (53° 45′ 17″ N, 9° 36′ 36″ O)  | Schule                 |                                                                                 | BW                                      |
|           | Dorfstraße 9 (53° 45′ 15″ N, 9° 36′ 32″ O)  | Hallenhaus             |                                                                                 | BW                                      |
|           | Dorfstraße 11 (53° 45′ 10″ N, 9° 36′ 22″ O) | Hallenhaus             |                                                                                 | Fotos hochladen                         |
|           | Dorfstraße 12 (53° 45′ 9″ N, 9° 36′ 15″ O)  | Hallenhaus             |                                                                                 | BW                                      |
|           | Dorfstraße 15 (53° 45′ 3″ N, 9° 36′ 3″ O)   | Hallenhaus             |                                                                                 | BW                                      |
|           | Dorfstraße 18 (53° 44′ 56″ N, 9° 35′ 55″ O) | Hallenhaus             |                                                                                 | BW                                      |
|           | Dorfstraße 19 (53° 44′ 54″ N, 9° 35′ 51″ O) | Hallenhaus             |                                                                                 | BW                                      |
|           | Dorfstraße 24 (53° 44′ 51″ N, 9° 35′ 36″ O) | Hallenhaus             |                                                                                 | BW                                      |
|           | Dorfstraße 25 (53° 44′ 51″ N, 9° 35′ 32″ O) | Hallenhaus             |                                                                                 | BW                                      |
|           | Dorfstraße 27 (53° 44′ 49″ N, 9° 35′ 24″ O) | Hallenhaus             |                                                                                 | BW                                      |
|           | Dorfstraße 29 (53° 44′ 46″ N, 9° 35′ 18″ O) | Hallenhaus             |                                                                                 | BW                                      |
|           | Dorfstraße 30 (53° 44′ 46″ N, 9° 35′ 14″ O) | Hallenhaus             |                                                                                 | BW                                      |
|           | Dorfstraße 33 (53° 44′ 42″ N, 9° 35′ 2″ O)  | Hallenhaus             |                                                                                 | BW                                      |
|           | Dorfstraße 35 (53° 44′ 39″ N, 9° 34′ 54″ O) | Hallenhaus             |                                                                                 | Fotos hochladen                         |
|           | Dorfstraße 36 (53° 44′ 37″ N, 9° 34′ 47″ O) | Hallenhaus             |                                                                                 | BW                                      |
|           | Dorfstraße 37 (53° 44′ 36″ N, 9° 34′ 40″ O) | Hallenhaus und Scheune |                                                                                 | Fotos hochladen                         |
|           | Dorfstraße 38 (53° 44′ 35″ N, 9° 34′ 29″ O) | Hallenhaus             |                                                                                 | BW                                      |
|           | Dorfstraße 39 (53° 44′ 36″ N, 9° 34′ 25″ O) | Hallenhaus             |                                                                                 | BW                                      |
|           | Raaer Chaussee ()                           | Gedenkstätte           |                                                                                 | Direkt Bild zu diesem Denkmal hochladen |
|           | Spiekerhörn 3 (53° 43′ 39″ N, 9° 35′ 8″ O)  | Kate                   | Die Kate existiert nicht mehr. Sie musste wegen Einsturzgefahr entfernt werden. | BW                                      |